# Carl Beukes
Carl Beukes (ur. 3 października 1976 w Johannesburg) – południowoafrykański aktor teatralny i filmowy, model.

## Wybrana filmografia

### Filmy fabularne
- 1998: If This Be Treason (TV) jako Anton Niemand
- 2000: Hijack Stories jako policjant Brixton
- 2000: Glory Glory jako żołnierz
- 2007: Footskating 101 jako Hunter Nebworth
- 2010: Jozi jako James
- 2012: Dziewczyna Hitchcocka (TV) jako Jim Brown
- 2013: Shotgun Garfunkel jako Brandon
- 2013: Stealing Time jako Nathan Ross
- 2013: Safari jako Andrew Heerden
- 2014: Kite jako Vic Thornhill
- 2015: Eye in the Sky jako Sierżant Mike Gleeson

### Seriale TV
- 1999: Isidingo: The Need jako Paul McPherson
- 2004: The Res jako Doug
- 2008: Milczący świadek (Silent Witness) jako Emil Renseng
- 2010: Binnelanders jako Dylan Fourie
- 2011: Wild at Heart jako Jim Brown
- 2014: Dominion jako archanioł Gabriel
- 2014: Flikken Maastricht jako Daan van Dijsseldonk
- 2014: Homeland jako Clark Russel